# Hartwell (Georgia)
Hartwell is een plaats (city) in de Amerikaanse staat Georgia, en valt bestuurlijk gezien onder Hart County.

## Demografie
Bij de volkstelling in 2000 werd het aantal inwoners vastgesteld op 4188.
In 2006 is het aantal inwoners door het United States Census Bureau geschat op 4342, een stijging van 154 (3,7%).

## Geografie
Volgens het United States Census Bureau beslaat de plaats een oppervlakte van
12,0 km², geheel bestaande uit land. Hartwell ligt op ongeveer 226 m boven zeeniveau.

## Plaatsen in de nabije omgeving
De onderstaande figuur toont nabijgelegen plaatsen in een straal van 20 km rond Hartwell.